# Mirza Masroor Ahmad
Mirza Masroor Ahmad (ourdou : Nq, né le 15 septembre 1950) est le cinquième et actuel meneur de l'Ahmadisme. Au sein du mouvement, il est connu sous le nom de cinquième calife du Messie (arabe : خليفة المسيح الخامس, khalīfatul masīh al-khāmis). Il a été élu le 22 avril 2003, trois jours après la mort de son oncle et prédécesseur Mirza Tahir Ahmad.
Masroor Ahmad rencontre régulièrement différents meneurs internationaux, auxquels il a écrit des lettres pour leur demander de faire de réels efforts pour établir une paix durable afin d'éviter une Troisième Guerre mondiale. Il a eu l'occasion de s'exprimer au capitole des États-Unis, au parlement européen, au palais de Westminster, au parlement du Canada et aux états généraux du royaume des Pays-Bas,,.

## Biographie
Mirza Masroor Ahmad naît le 15 septembre 1950 à Rabwah, au Pakistan, à l'époque quartier général de l'Ahmadisme. Neveu de Mirza Tahir Ahmad, quatrième calife, Masroor Ahmad fréquente et obtient un diplôme de la Talim-ul-Islam High School et du Talim-ul-Islam College (en). En 1976, il complète une maîtrise universitaire en sciences en Agricultural Economics à l'université de l'agriculture (Faisalabad) (en), toujours au Pakistan.

### Ghana
Accomplissant divers tâches pour la communauté, Masroor Ahmad est envoyé par celle-ci au Ghana pour environ huit ans. Il y fonde l'école secondaire Ahmadiyya à Salaga, qu'il dirige pendant deux ans. Fort de ce succès, il est nommé directeur de l'école secondaire Ahmadiyya d'Essarkyir, qu'il dirige pendant quatre ans.
Masroor Ahmad est ensuite nommé dirigeant de la ferme Ahmadiyya de Depali, où il travaille deux ans. Il arrive à y faire pousser du blé, ce qui serait une première au Ghana,.

### Retour au Pakistan
Mirza Masroor Ahmad retourne au Pakistan, où il est nommé responsable des finances d'Ahmadiyya le 17 mars 1985. Nommé directeur de l'éducation de l'organisation, il devient Nazir A'ala (directeur principal) et Ameer (président local) le 10 décembre 1997[réf. souhaitée].
En 1999, l'assemblée provinciale du Pendjab étudie une résolution demandant que le nom de Rabwah soit changé en raison de son apparition dans le Coran. La loi est adoptée sans trop de débats et le nom de Rabwah est officiellement changé pour celui de Chenab Nagar. Quelques jours plus tard, une plainte (en) est enregistrée contre des membres de la communauté Ahmadiyya, accusant ces derniers d'avoir effacé un panneau indiquant le nouveau nom. Masroor Ahmad, ainsi que quelques membres d'expérience de la communauté, sont arrêtés et emprisonnés sans caution 11 jours, puis relâchés sans accusations le 10 mai 1999.

### Élection et mandat
Après la mort du quatrième calife, le collège électoral se réunit, pour la première fois, en dehors du sous-continent indien et élit Mirza Masroor Ahmad à Londres. Dès sa nomination, Ahmad est exilé du Pakistan à la suite de pressions gouvernementales (en). Celui-ci voyage à travers le monde pour rencontrer les membres de son mouvement et pour participer à certaines activités telles leur rencontres annuelles (en). Il est le premier calife Ahmadiyya à se rendre visite dans certains pays.
Sous sa gouverne, le réseau MTA International (en), lancé par son prédécesseur, s'étend sur plusieurs chaînes télévisées, médias sociaux et stations de radio affiliées et transmet en plusieurs langues. Des campus de Jamia Ahmadiyya (en), une institution éducative d'Ahmadiyya, sont établis, dont un au Ghana et un au Royaume-Uni,, and engaging in grassroots efforts to propagate what the community believes is the true message of Islam,.
En 2004, il lance l'événement annuel National Peace Symposium, où plusieurs invités de tous les horizons se réunissent à la mosquée Baitul Futuh afin d'échanger des idées pour l'établissement d'une paix mondiale,,,.
En 2009, Ahmad lance le prix Ahmadiyya de la paix (en),.

## Réactions à différentes controverses

### Caricatures de Mahomet de 2005
Ahmad condamne la publication de caricatures de Mahomet par le Jyllands-Posten en 2005, affirmant qu'elles sont un abus de la liberté d'expression. Il condamne également les réactions violentes de certains musulmans à travers le monde, affirmant que cela va à l'encontre des enseignements pacifiques de l'Islam. Il invite sa communauté à faire la promotion de Mahomet au Danemark et dans le reste du monde à l'aide d'écrits et de dialogues. Il suggère aux ahmadis d'envoyer  des durood (en) de Mahomet. Ses sermons sur le sujet sont publiés par la suite dans un livre, The Blessed Model of the Holy Prophet Muhammad and the Caricatures.

### Attaque de Charlie Hebdo
Le calife condamne vigoureusement l'attentat contre Charlie Hebdo, qui n'a rien à voir avec le véritablement enseignement de l'Islam. Il ajoute plus tard que de telles caricatures blessent des musulmans pacifiques à travers le monde et doivent être condamnées, mais qu'elles ne justifient aucune forme de violence ou autres réponses illégales.